# Когомологічна розмірність
В абстрактній алгебрі когомологічна розмірність є інваріантом групи, який вимірює гомологічну складність її представлень. Вона має важливі застосування в геометричній теорії груп, топології та алгебраїчній теорії чисел .

## Групова когомологічна розмірність
Як і більшість когомологічних інваріантів, когомологічна розмірність включає вибір «кільця коефіцієнтів» R, де зазвичай в якості кільця розглядається кільце цілих чисел {\displaystyle \mathbb {Z} }. Нехай G — дискретна група, R — ненульове кільце з одиницею, і {\displaystyle RG} — групове кільце . Група G має когомологічну розмірність, не більшу за n, що позначається як {\displaystyle \operatorname {cd} _{R}(G)\leq n}, якщо тривіальний {\displaystyle RG} -модуль R має проективну резольвенту довжини n, тобто існують проєктивні {\displaystyle RG} -модулі {\displaystyle P_{0},\dots ,P_{n}} і гомоморфізми {\displaystyle RG} -модулів {\displaystyle d_{k}\colon P_{k}\to P_{k-1}(k=1,\dots ,n)} і {\displaystyle d_{0}\colon P_{0}\to R}, такі що образ {\displaystyle d_{k}} збігається з ядром {\displaystyle d_{k-1}} для {\displaystyle k=1,\dots ,n} і ядро {\displaystyle d_{n}} є тривіальним.
Еквівалентно, когомологічна розмірність є не більшою за n, якщо для довільного {\displaystyle RG} -модуля M, когомології групи G з коефіцієнтами в M дорівнюють нулю для степенів {\displaystyle k>n}, тобто {\displaystyle H^{k}(G,M)=0} за умови {\displaystyle k>n} . p -когомологічна розмірність для простого числа p аналогічно визначається через p -кручення груп {\displaystyle H^{k}(G,M){p}} . 
Найменше n, для якого когомологічна розмірність G не перевищує n, є когомологічною розмірністю G (з коефіцієнтами R ), яка позначається {\displaystyle n=\operatorname {cd} _{R}(G)} .
Вільна резольвента для {\displaystyle \mathbb {Z} } може бути отримана з вільної дії групи G на стягуваному топологічному просторі X . Зокрема, якщо X є стягуваним CW-комплексом розмірності n з вільною дією дискретної групи G, яка переставляє клітини, то {\displaystyle \operatorname {cd} _{\mathbb {Z} }(G)\leq n} .

## Приклади
У першій групі прикладів кільце коефіцієнтів R є {\displaystyle \mathbb {Z} } .
- Вільна група має когомологічну розмірність один. Як показали Джон Столлінгс (для скінченно породжених груп) і Річард Свон (у загальному випадку), ця властивість характеризує вільні групи. Цей результат відомий як теорема Столлінгса–Свона. [1] Теорема Столлінгса-Свона для групи G стверджує, що G є вільною тоді і тільки тоді, коли кожне розширення G з абелевим ядром розщеплюється. [2]
- Фундаментальна група компактної, зв’язної, орієнтованої ріманової поверхні, відмінної від сфери, має когомологічну розмірність два.
- Більш загально, фундаментальна група замкненого, зв’язного, орієнтованого асферичного многовиду розмірності n має когомологічну розмірність n . Зокрема, фундаментальна група замкненого орієнтованого гіперболічного n -многовиду має когомологічну розмірність n .
- Нетривіальні скінченні групи мають нескінченну когомологічну розмірність над {\displaystyle \mathbb {Z} } . Більш загально, те ж саме справедливо для груп з нетривіальним крученням .

Тепер розглянемо випадок кільця R .
- Група G має когомологічну розмірність 0 тоді і тільки тоді, коли її групове кільце {\displaystyle RG} є напівпростим . Таким чином, скінченна група має когомологічну розмірність 0 тоді і тільки тоді, коли її порядок (або, еквівалентно, порядки її елементів) є оборотним в R .
- Узагальнюючи теорему Столлінгса–Свона для {\displaystyle R=\mathbb {Z} }, Мартін Данвуді довів, що група має когомологічну розмірність не більше одиниці над довільним кільцем R тоді і тільки тоді, коли вона є фундаментальною групою зв’язного графа скінченних груп, порядки яких є оборотними в R .

## Когомологічна розмірність поля
p -когомологічна розмірність поля K є p -когомологічною розмірністю групи Галуа сепарабельного замикання K .  Когомологічна розмірність K є супремумом p -когомологічної розмірності для всіх простих чисел p . 

## Приклади
- Кожне поле ненульової характеристики p має p -когомологічну розмірність не більше 1.
- Кожне скінченне поле має абсолютну групу Галуа, ізоморфну {\displaystyle {\hat {\mathbb {Z} }}} і тому має когомологічну розмірність 1.
- Поле формальних рядів Лорана {\displaystyle k((t))} над алгебрично замкненим полем k характеристики нуль також має абсолютну групу Галуа, ізоморфну {\displaystyle {\hat {\mathbb {Z} }}} і, таким чином, має когомологічну розмірність 1. [3]

## Дивіться також
- Групові когомології
- Глобальний вимір